# Izoniazid
Izoniazid, znan tudi kot izonikotinilhidrazid (INH), je antibiotik, ki se uporablja za zdravljenje tuberkuloze. Za aktivno obliko tuberkuloze se pogosto uporablja skupaj z rifampicinom, pirazinamidom in pa bodisi s streptomicinom ali z etambutolom. Za latentno obliko tuberkuloze se pogosto uporablja kar sam. Lahko se uporablja tudi za netipične vrste mikobakterij, kot so M. avium, M. kansasii in M. xenopi. Običajno se jemlje peroralno, vendar se lahko aplicira tudi z injekcijo v mišico.
Pogosti neželeni učinki vključujejo povečane ravni jetrnih encimov v krvi ter odrevenelost v rokah in nogah. Resni neželeni učinki lahko vključujejo vnetje jeter. Ni jasno, ali je uporaba med nosečnostjo varna za plod. Uporaba med dojenjem je verjetno varna. Sočasno se lahko za zmanjšanje tveganja neželenih učinkov daje piridoksin. Izoniazid deloma deluje tako, da moti sintezo celične stene bakterij, kar se odrazi v celični smrti.
Izoniazid je bil prvič sintetiziran leta 1952. Je na Seznamu esencialnih zdravil Svetovne zdravstvene organizacije, najučinkovitejših in najvarnejših zdravil, ki jih potrebuje vsak zdravstveni sistem. Izoniazid je na voljo kot generično zdravil. Cena na debelo v državah v razvoju je približno od 0,51 do 4,07 € na mesec terapije. V Združenih državah Amerike mesec zdravljenja stane manj kot 25 dolarjev.